# Presa El Cuchillo
La presa El Cuchillo más formalmente llamada presa Cuchillo-Solidaridad, es una presa ubicada en el cauce del río San Juan en el municipio de China, Nuevo León, fue inaugurada en 1994 por el entonces presidente de México, Carlos Salinas de Gortari, siendo gobernador Sócrates Rizzo. Su embalse tiene la capacidad para albergar 1,123 hectómetros cúbicos de agua, es operada por Servicios de Agua y Drenaje de Monterrey su función primordial es la captación de agua para su distribución en la Zona Metropolitana de Monterrey mediante la instalación de la central de bombeo siendo gobernador Fernando Canales Clariond, también sirve para regular el Río San Juan.